# 金沢百枝
金沢 百枝（かなざわ ももえ、1968年2月28日 - ）は、日本の中世史家・美術史家。多摩美術大学美術学部芸術学科教授。専門は中世美術、とくにロマネスク美術。

## 来歴・人物
東京都生まれ。4歳から10歳までインドで育ち、中学・高校時代はイギリスで過ごす。1991年東京大学理学部生物学科卒業、1997年同大学院理学系研究科博士課程を修了し「濡れによる光合成阻害とそのメカニズムに関する生理生態学的研究」で理学博士。植物学を専攻していたが、美術史に転向し、2000-01年ロンドン大学付属コートールド美術研究所に留学。2005年東京大学大学院総合文化研究科超域文化科学比較文学比較文化コース博士課程満期退学、2006年「ジローナの〈天地創造の刺繍布〉研究 ロマネスクの宇宙図と創造主礼讃」で学術博士。2009年より東海大学文学部ヨーロッパ文明学科准教授、2014年より同教授、2018年改組により文化社会学部教授。2011年『ロマネスクの宇宙』で島田謹二記念学藝賞受賞。2016年『ロマネスク美術革命』でサントリー学芸賞（芸術・文学部門）を受賞。2014年から「工芸青花」の会でも寄稿・講演を行う。2020年より多摩美術大学美術学部芸術学科教授。

## 著書
- 『ロマネスクの宇宙―ジローナの『天地創造の刺繍布』を読む』（東京大学出版会、2008年）
- 『ロマネスク美術革命』（新潮選書、2015年）

### 共著
- 『イタリア古寺巡礼―ミラノ→ヴェネツィア』（小澤実共著、新潮社、2010年）
- 『イタリア古寺巡礼―フィレンツェ→アッシジ』（小澤実共著、新潮社、2011年）
- 『イタリア古寺巡礼 シチリア→ナポリ』（小澤実共著、新潮社、2012年）

### 翻訳
- スティーヴン・ジェイ・グールド『がんばれカミナリ竜 進化生物学と去りゆく生きものたち』廣野喜幸、石橋百枝、松本文雄共訳 早川書房 1995
- エトガー・ヴィント『シンボルの修辞学』（秋庭史典ほか共訳、松根伸治晶文社, 2007）
- Gaskell Ivan 「複製技術時代以降のキリスト教の奇跡像を求めて (公開・国際シンポジウム 礼拝像と奇跡 東西比較の試み)」 金沢百枝訳（『死生学研究』(12), 229-212, 2009-10）

### 論文・コラム
- 「ロマネスク床モザイクに見る驚異 : オトラント大聖堂の分類不能な怪物たち」（山中由里子『〈驚異〉の文化史 : 中東とヨーロッパを中心に』名古屋大学出版会、2015）
- 「中世におけるローマ観の多様性」（『西洋中世研究』 (7), 2-4, 2015）
- 「矢島新×金沢百枝 素朴でかわいい : 日本のあの世巡り対談」（『芸術新潮』66(4), 92-97, 2015-04）
- 「聖性と見えにくさと 中世教会の光と影の美」（『望星』45(1), 43-47, 2014-01）
- 「「見る書物」としての《バイユーのタピスリー》 : その解釈の変遷」（松田隆美編『書物の来歴、読者の役割 = Provenance of the book, role of the reader』慶應義塾大学出版会, 2013）
- 「天使の肉体 : 天使イメージの変遷と天使崇敬」（『西洋中世研究』 (4), 50-77, 2012）
- 「local guide イスラエル モザイク紀行」（『芸術新潮』 62(7), 80-91, 2011-07）
- 「BOOKS 著者インタビュー 金沢百枝『イタリア古寺巡礼』」（『望星』 41(11), 99-101, 2010-11）
- 「マリアの涙とヴェネツィアの「つぎはぎ」」（『UP』39(9), 10-16, 2010-09
- 「雪のパリと「過渡期的なもの」」（『UP』38(3), 6-11, 2009-03）
- 「生命の泉に集う鳥たち学会ロゴについて」（『西洋中世研究』(1), 174-177, 2009）
- 「夏の旅 中世へ (特集 ノルウェーの森へ--中世の美とオーロラの旅)」（『芸術新潮』59(12), 24-97, 2008-12）
- 「art news 波立つ心--バルセロナで見た「ロマネスク展」」（『芸術新潮』59(7), 134-139, 2008-07）
- 「座談会 芸術と哲学」小池 寿子・宮下 誠・金沢 百枝（『國學院雜誌』109(1), 14-60, 2008-01）
- 「ロマネスク美術の愉しみ(3・完)ロマネスクの極北」（『UP』36(9), 26-32, 2007-09）
- 「ロマネスク美術の愉しみ(2)人魚のため息とケンタウロスの勘違い」（『UP』36(8), 45-50, 2007-08）
- 「ロマネスク美術の愉しみ(1)ロマネスクのこまったちゃん」（『UP』36(7), 1-6, 2007-07）
- 「大特集 イギリス古寺巡礼--中世の美をたずねる旅」（『芸術新潮』58(4), 14-118, 2007-04）
- 「書評 『天翔るシンボルたち--幻想動物の文化史』(張競)」（『比較文學研究』(84), 149-153, 2004-10）
- 「ジローナの《天地創造の刺繍布》再考--「聖十字架発見譚」の役割と意義について」（『西洋美術研究』(11), 239-258, 2004）
- 「伊藤亜紀著『色彩の回廊-ルネサンス文芸における服飾表象について-』」（『史學雜誌』112(11), 1863-1864, 2003-11-20）
- 「西欧中世における世界認識と創造主賛美図に関する図像学的研究--天地創造型マエスタスの誕生と瞬間的創造」（『鹿島美術財団年報』(21), 446-457, 2003）
- 「古代地中海の怪物ケートスの系譜とドラゴンの誕生--ジローナ《天地創造の刺繍布》における二匹の海獣に関する一考察」（『地中海学研究』(24), 3-28, 2001）
- 「カースト・コート形成史－複製美術品の機能と役割」（『真と偽のはざま－コピー・レプリカ・イミテーション』展図録, pp. 173～184
- 「創造主礼賛図としてのジローナの『天地創造の刺繍布』」（『美術史』50(2), 219-234,*4-5, 2000）